# アプロディーテー
アプロディーテー（古典ギリシア語: ΑΦΡΟΔΙΤΗ (Ἀφροδίτη)、古典ギリシア語ラテン翻字: Aphrodī́tē）またはアプロディーター（アイオリス方言: ΑΦΡΟΔΙΤΑ (Ἀφροδιτα)、アイオリス方言ラテン翻字: Aphrodita）は、愛と美と性を司るギリシア神話の女神で、オリュンポス十二神の一柱である。美において誇り高く、パリスによる三美神の審判で、最高の美神として選ばれている。また、戦の女神としての側面も持つ。日本語では、アプロディテ、アフロディテ、アフロディーテ、アフロダイティ（英: Aphrodite）などとも表記される。
元来は、古代オリエントの豊穣を司る地母神であったと考えられる。アプロディーテーは、生殖と豊穣、すなわち春の女神でもあった。
ホメーロスの『イーリアス』では「黄金のアプロディーテー」や「笑いを喜ぶアプロディーテー」など特有の形容語句を持っている。プラトーンの『饗宴』では純粋な愛情を象徴する天上の「アプロディーテー・ウーラニアー（英語版)」と凡俗な肉欲を象徴する大衆の「アプロディーテー・パンデーモス（英語版）」という二種類の神性が存在すると考えられている。

## 概説
ヘーシオドスの『神統記』によれば、クロノスによって切り落とされたウーラノスの男性器にまとわりついた泡（アプロス、aphros）から生まれ、生まれて間もない彼女に魅せられた西風が彼女を運び、キュテーラ島に運んだ後、キュプロス島に行き着いたという。彼女が島に上陸すると愛と美が生まれ、それを見つけた季節の女神ホーラーたちが彼女を飾って服を着せ、オリュンポス山に連れて行った。オリュンポスの神々は出自の分からない彼女に対し、美しさを称賛して仲間に加え、ゼウスが養女にした。これは、Ἀφροδίτη が「泡の女神」とも解釈可能なことより生じた通俗語源説ともされるが、アプロディーテーが男性器から生まれるという猥雑な誕生の仕方をしているのはヘーシオドスが極度の女嫌いであったためといわれ、また、彼女が男性器をも備えた両性具有の女神だからだとも考えられる。ホメーロスはゼウスとディオーネーの娘だと述べている。一説にはクロノスとエウオニュメー (Euonyme)、またはウーラノスとヘーメラーの間に生まれたともいわれる。
美と優雅を司る三美神カリスたちは彼女の侍女として従っている。また、アプロディーテーのつけた帯紐（ケストス、Kestos）はそれを身に付ける者に誰も抗えぬ程の魅力を与えることが出来た。
気が強く、ヘーラーやアテーナーと器量比べをしてトロイア戦争の発端となったり、アドーニスの養育権をペルセポネーと奪い合ったりすることもある。
結婚相手・愛人を含め関係があったものは多々いるが主なものは、ヘーパイストス、アレース、アドーニスである。
聖獣は牡羊、雄山羊、兎、亀で、聖鳥は白鳥、鳩、雀、燕で、聖樹は薔薇、罌粟、銀梅花、林檎、花梨。鵞鳥に乗った姿でも描かれる。また、真珠もその象徴である。

## 物語

### アドーニス
アドーニス (Adonis) は、アッシリア王テイアースの娘スミュルナの生んだ子であるとされる。スミュルナは、アプロディーテーへの祭祀を怠ったため父親に対して愛情を抱く呪をかけられ、策を弄してその想いを遂げた。しかし、これが露見したため父に追われ、殺される所を神に祈って没薬の木（スミュルナ）に変じた。その幹の中で育ち、生まれ落ちたのがアドーニスといわれる。また、アドーニスの出生についてはまったく別の説話も多い。例えば、アポロドーロスの述べるところでは、エーオースの子孫で、キュプロスにパポス市を建設したキニュラースの息子がアドーニスである。
アプロディーテーはこのアドーニスの美しさに惹かれ、彼を自らの庇護下においた。だがアドーニスは狩猟の最中に野猪の牙にかかって死んだ。女神は嘆き悲しみ、自らの血をアドーニスの倒れた大地に注いだ（アドーニス本人の血とする説も）。その地から芽生えたのがアネモーネーといわれる。アプロディーテーはアドーニスの死後、彼を祀ることを誓ったが、このアドーニス祭は、アテーナイ、キュプロス、そして特にシュリアで執り行われた。この説話は、地母神と死んで蘇る植物神としての少年というオリエント起源の宗教の特色を色濃く残したものである。

### アイネイアース
ゼウスはたびたびアプロディーテーによって人間の女を愛したので、この女神にも人間へ愛情を抱くよう画策し、アンキーセースをその相手に選んだ。女神はアンキーセースを見るとたちまち恋に落ち、彼と臥所を共にした。こうして生まれたのがアイネイアースであり、彼はトロイア戦争の後ローマに逃れ、その子ユールス（イーロス）が、ユーリウス家の祖とされたため、非常によく崇拝された。

## 信仰

### 東方起源の性格
古くは東方の豊穣・多産の女神アスタルテー、イシュタルなどと起源を同じくする外来の女神で、『神統記』に記されているとおり、キュプロスを聖地とする。オリエント的な地母神且つ金星神としての性格は、繁殖と豊穣を司る神として、庭園や公園に祀られる点にその名残を留めている。そして愛の女神としての性格を強め、自ら恋愛をする傍ら神々や人々の情欲を掻き立てて、恋愛をさせることに精を出している。同じく愛の神エロースと共にいる事もしばしばである。また、これとは別に航海の安全を司る神として崇拝されたが、これはポイニーケーとの関連を示唆するものと考えられる。
スパルタやコリントスでは、アテーナーのように、甲冑を着けた軍神として祀られていた。特にコリントスはギリシア本土の信仰中心地とされ、コリントスのアクロポリス（アクロコリントス）のアプロディーテー神殿には、女神の庇護下の神殿娼婦が存在した。この所作もまた東方起源のものとされる。
古くから崇拝されていた神ではないために伝えられる説話は様々である。ヘーパイストスの妻とされるが、アレースと情を交わしてエロースなどを生んだという伝承もある。アプロディーテーとエロースを結び付ける試みは、紀元前5世紀の古典期以降に盛んとなった。

### 金星の女神
本来、豊穣多産の植物神としてイシュタルやアスタルテー同様に金星の女神であったが、このことはホメーロスやヘーシオドスでは明言されていない。しかし古典期以降、再び金星と結び付けられ、ギリシアでは金星を「アプロディーテーの星」と呼ぶようになった。現代のヨーロッパ諸言語で、ラテン語の「ウェヌス」に相当する語で金星を呼ぶのはこれに由来する。
グレーゴリウス聖歌でも歌われる中世の聖歌『アヴェ・マリス・ステラ』の「マリス・ステラ (Maris stella)」は、「海の星」の意味であるが、この星は金星であるとする説がある。聖母マリアがオリエントの豊穣の女神、すなわちイシュタルやアスタルテーの系譜にあり、ギリシアのアプロディーテーや、ローマ神話のウェヌスの後継であることを示しているとされる。

### ローマ神話での対応と別名
ローマ神話ではウェヌス（ラテン語: Venus）をアプロディーテーに対応させる。この名の英語形は「ヴィーナス」で、金星を意味すると共に「愛と美の女神」である。
別名として、レスボス島の詩人サッポーはアプロディーター（古希: Ἀφροδιτα、古代ギリシア語ラテン翻字: Aphrodita）と呼んでいる。また、キュプリス（「キュプロスの女神」の意）という別名もある。
その海からの生誕と関係して「キュテレイア（キュテーラの女神）」と呼ばれるほか、キュプロスの都市パポスにちなみ「パピアー（パポスの女神）」とも称される。ヘーラーは、毎年1回沐浴して、元の純潔な処女に戻ったが、アプロディーテーもパポスで同じ沐浴を行っている。

## ギャラリー

サンドロ・ボッティチェッリ『ヴィーナスの誕生』（1484年-1485年頃） ウフィツィ美術館所蔵
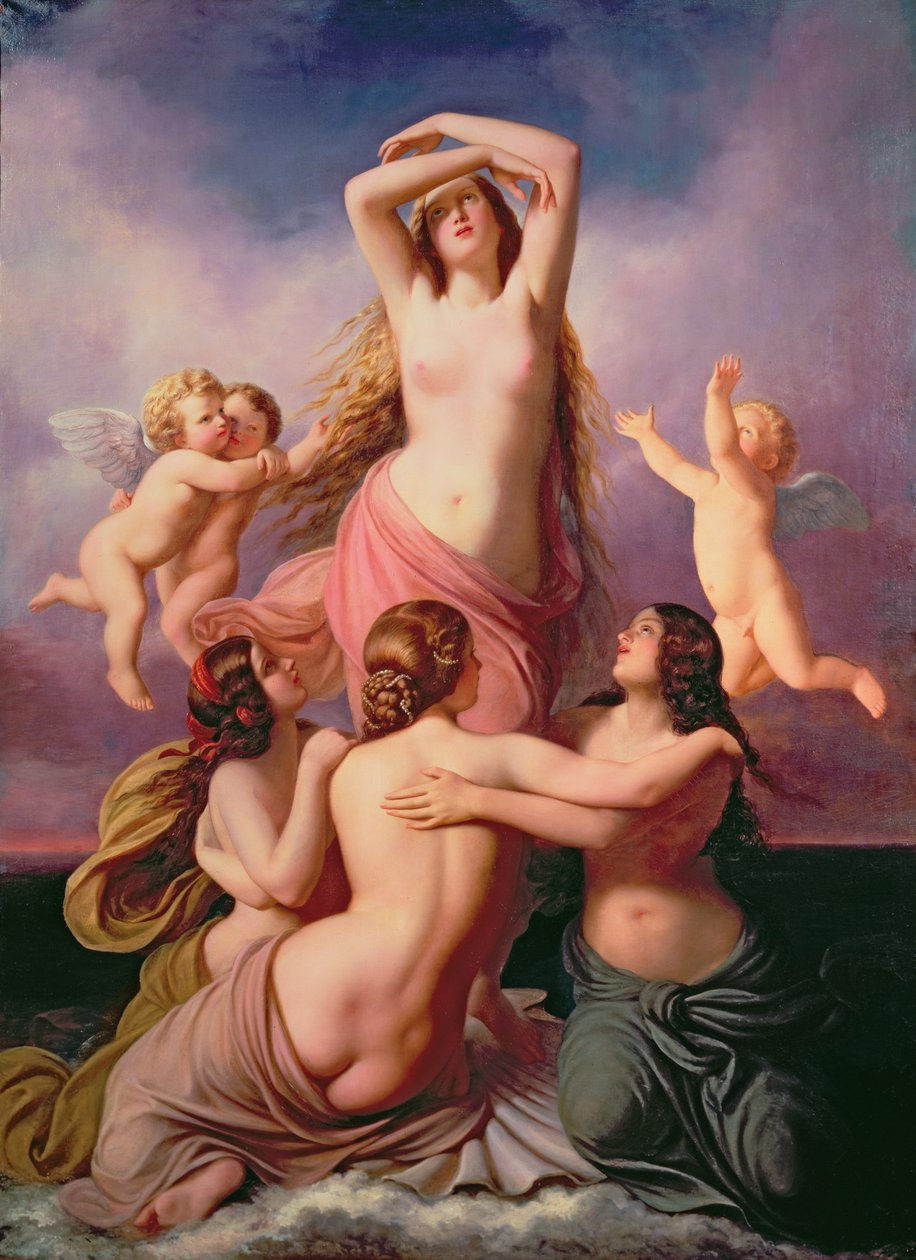
エドゥアルト・シュタインブリュック（ドイツ語版）『ヴィーナスの誕生』（1846年） 個人蔵
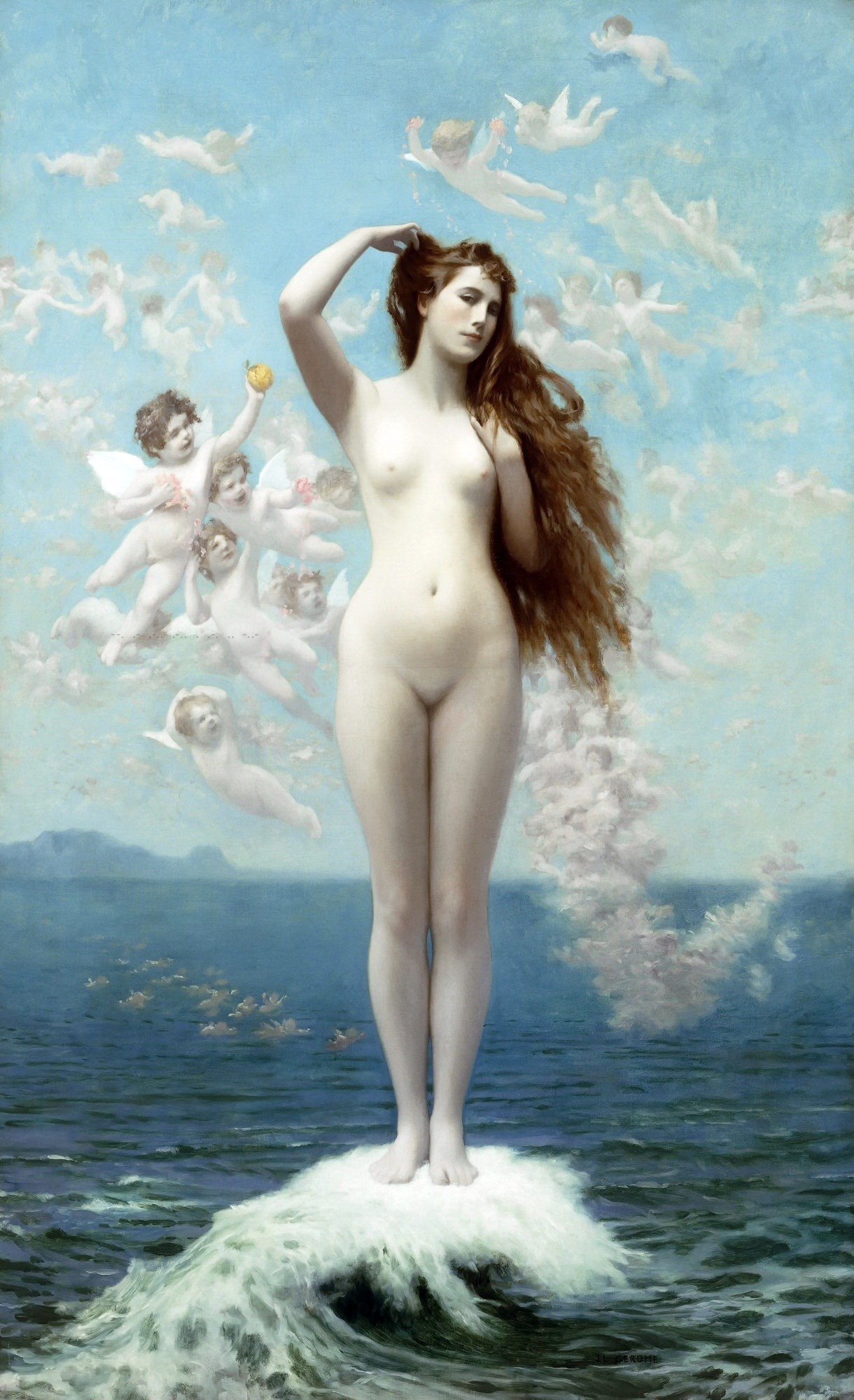
ジャン＝レオン・ジェローム『ヴィーナスの誕生』（1890年） 個人蔵
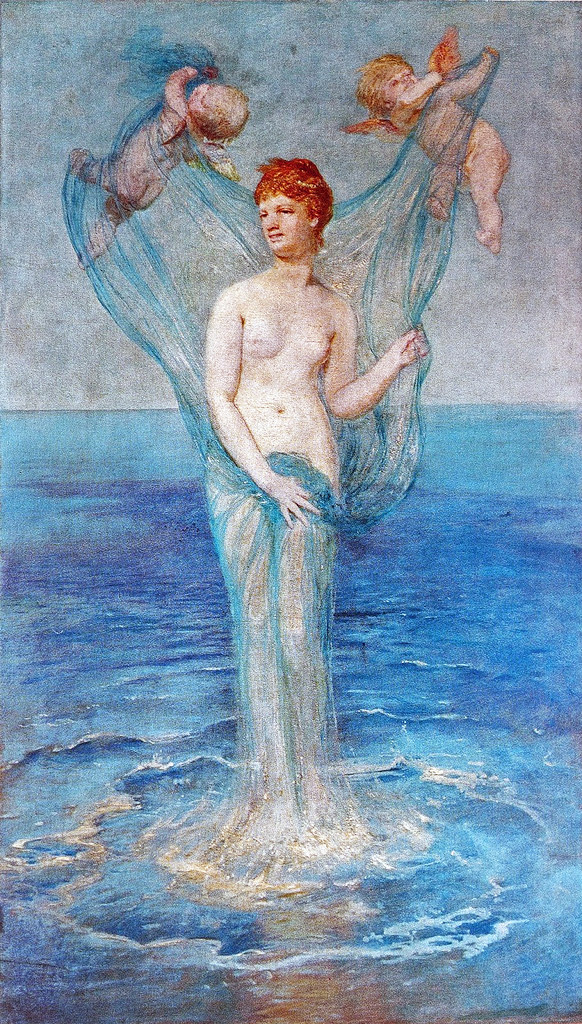
アルノルト・ベックリン『海から上がるヴィーナス』（1869年） ダルムシュタット州立博物館（英語版）所蔵
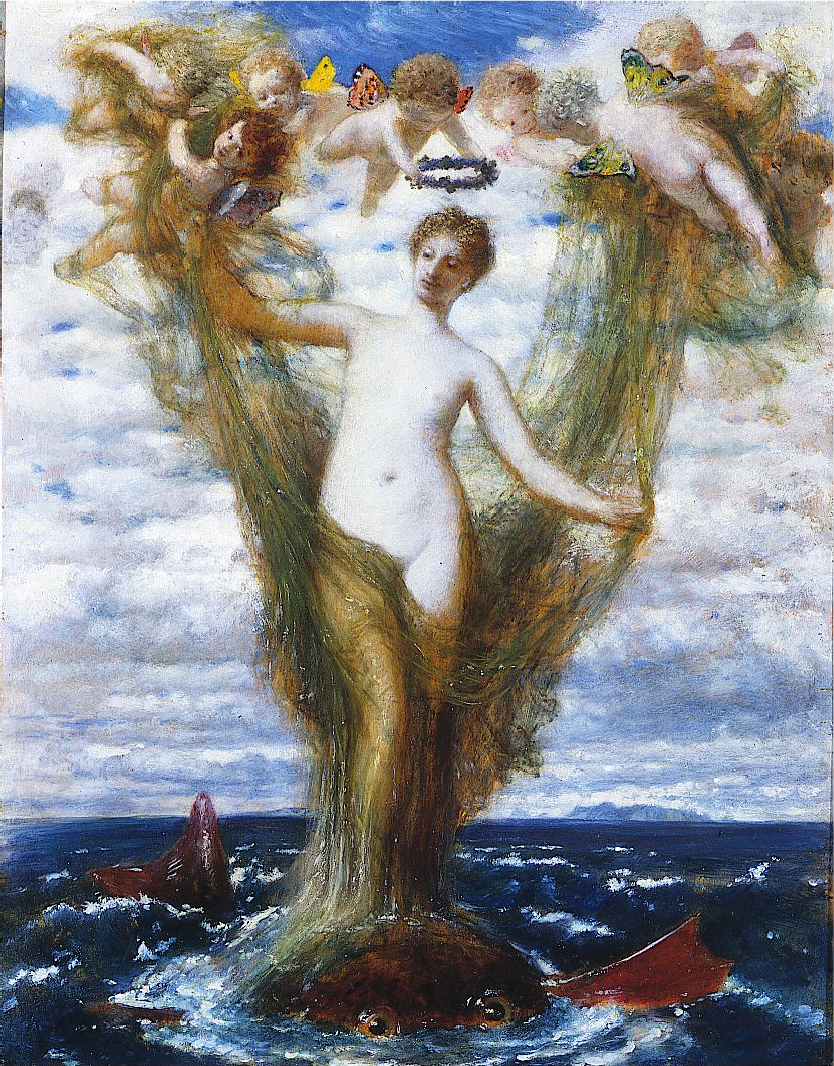
アルノルト・ベックリン『海から上がるヴィーナス』（1872年） セントルイス美術館所蔵
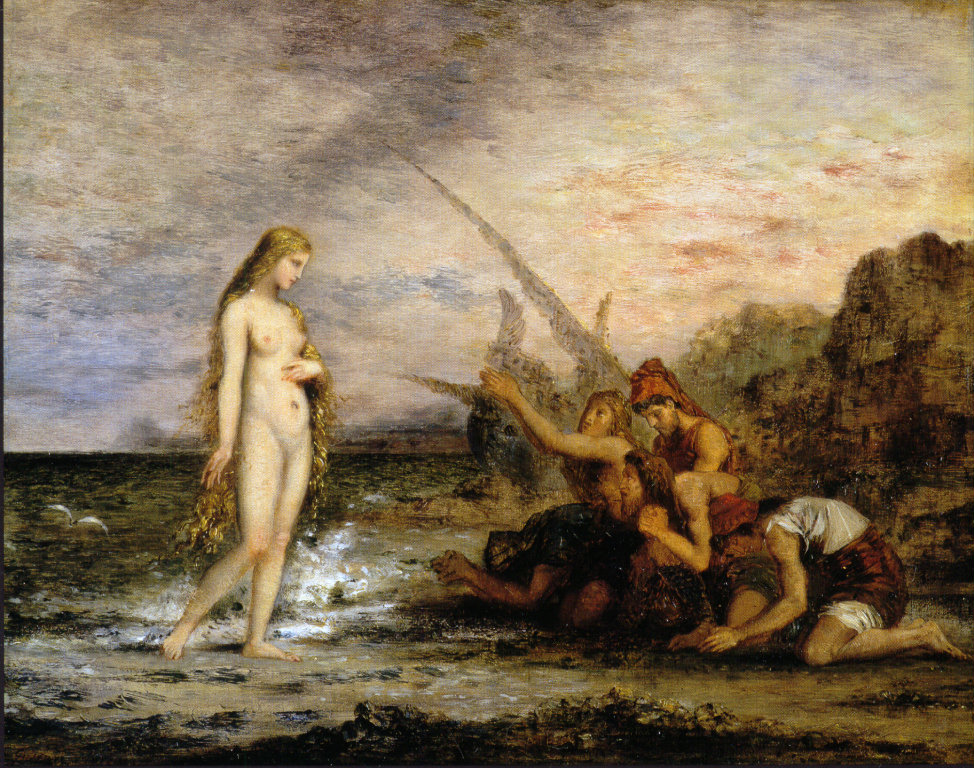
ギュスターヴ・モロー『海から上がるヴィーナス』（1866年頃） 個人蔵
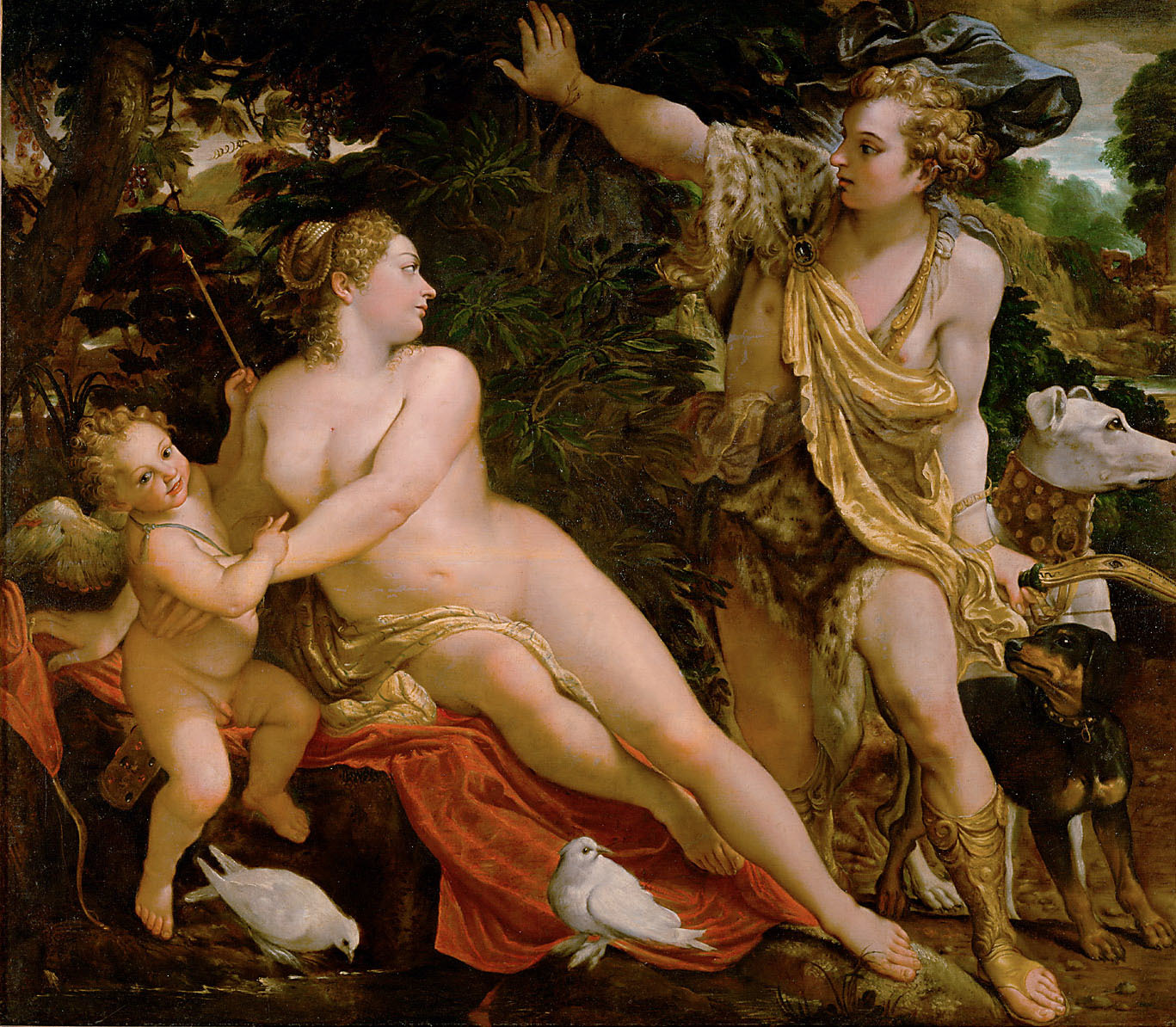
アンニーバレ・カラッチ『ヴィーナスとアドーニス』（1595年頃） 美術史美術館所蔵
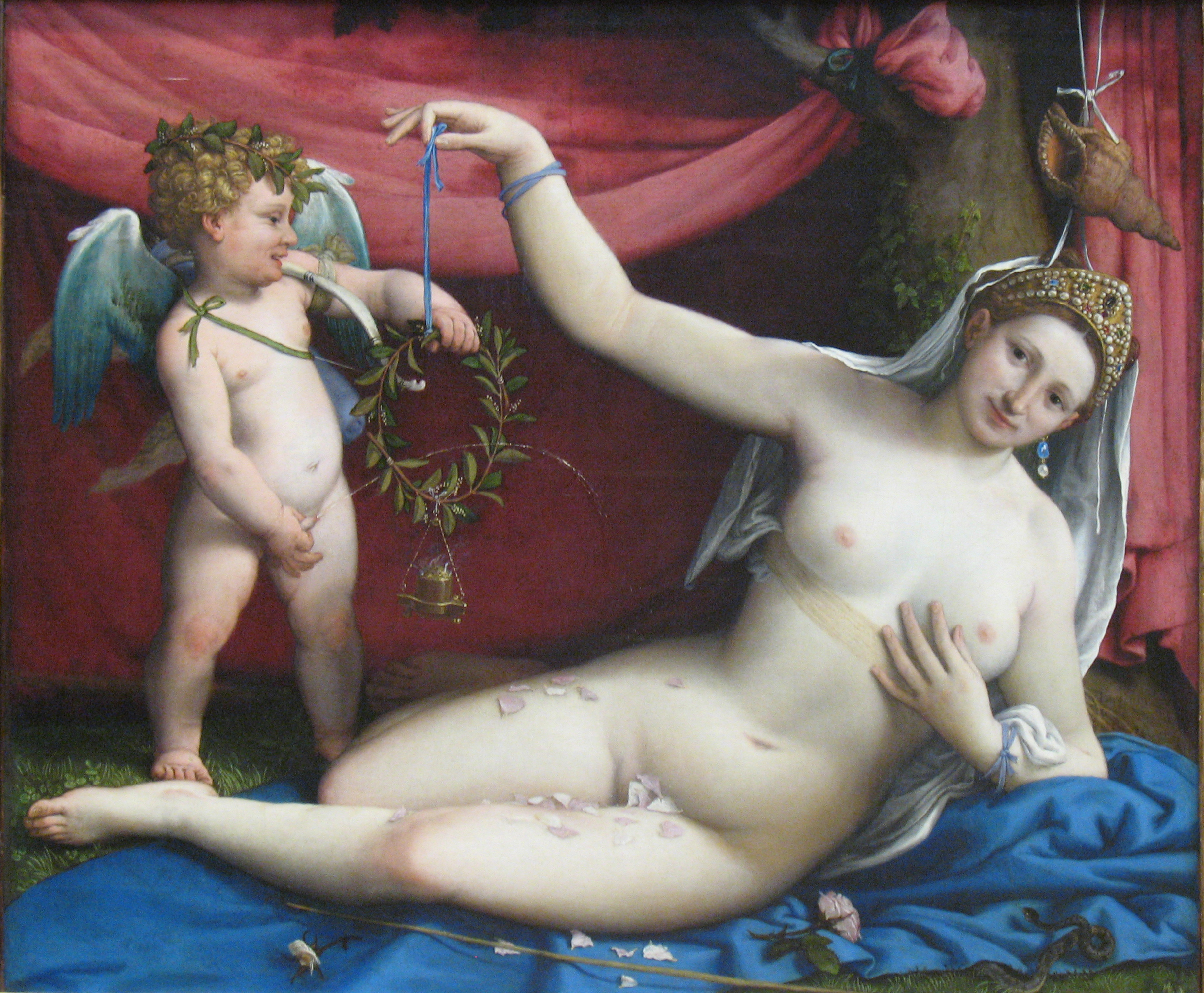
ロレンツォ・ロット『ヴィーナスとクピードー』（1520年代末） メトロポリタン美術館所蔵
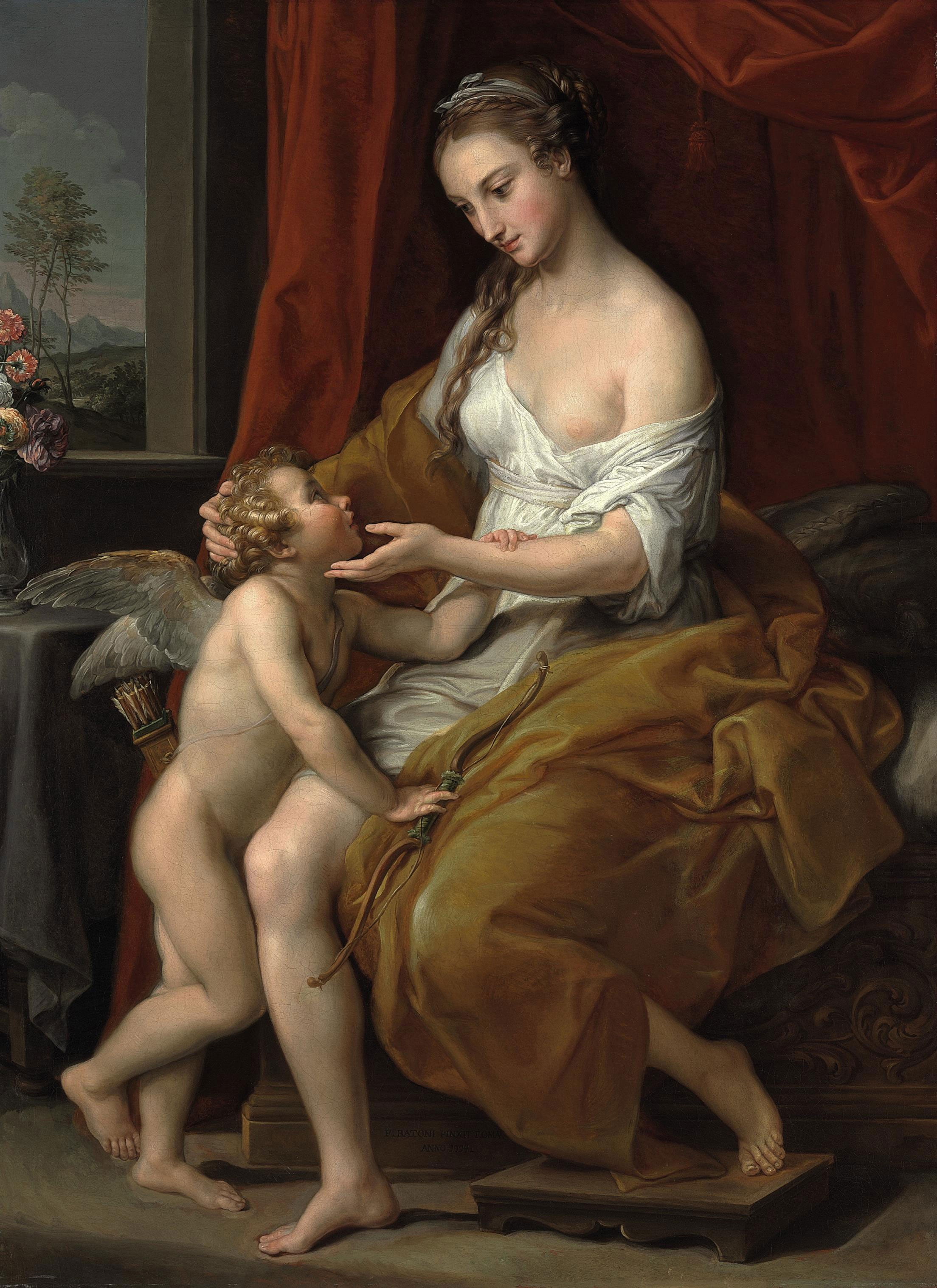
ポンペオ・バトーニ『ヴィーナスとクピードー』（18世紀頃） 個人蔵
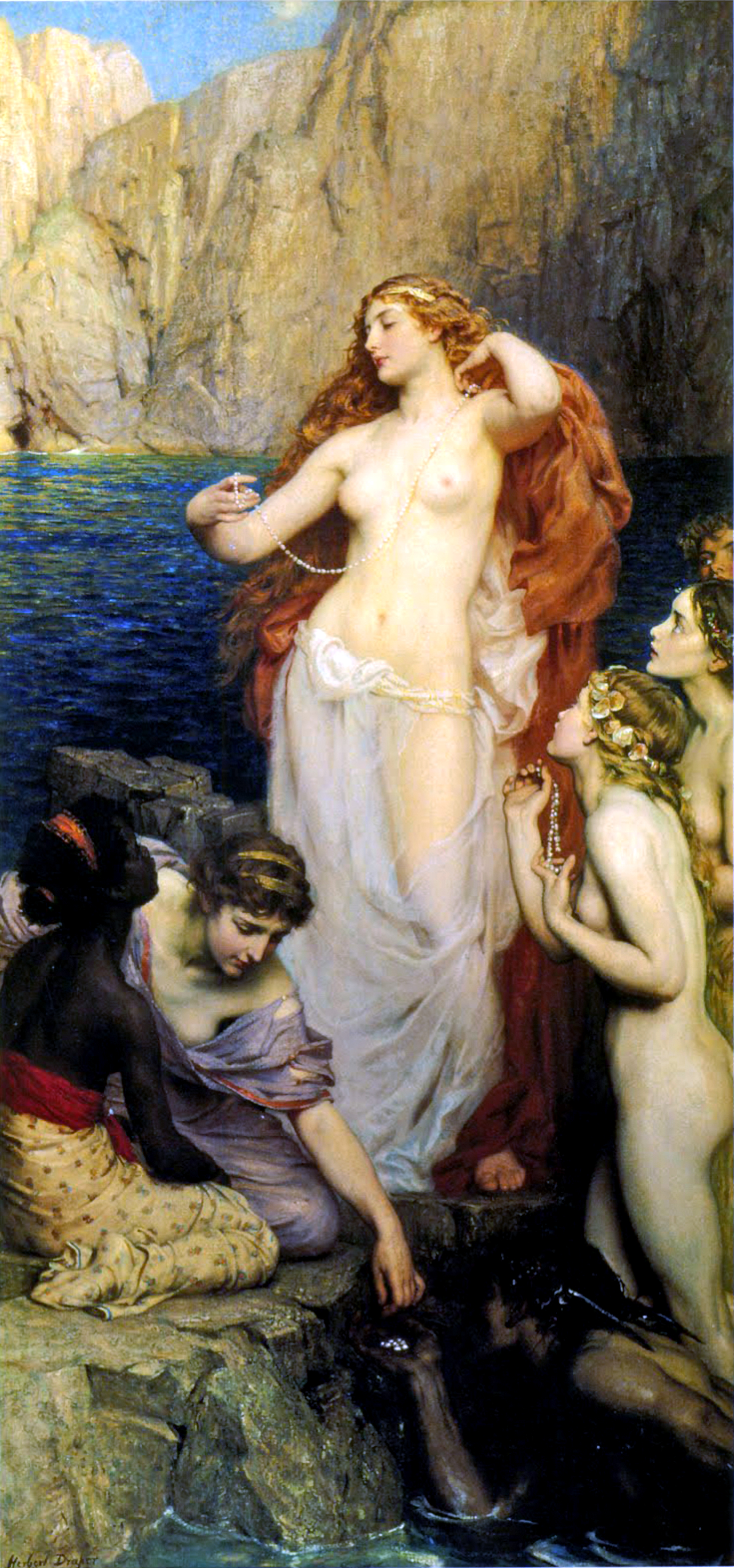
ハーバート・ジェームズ・ドレイパー『真珠を戴くアプロディーテー』（1907年） 個人蔵
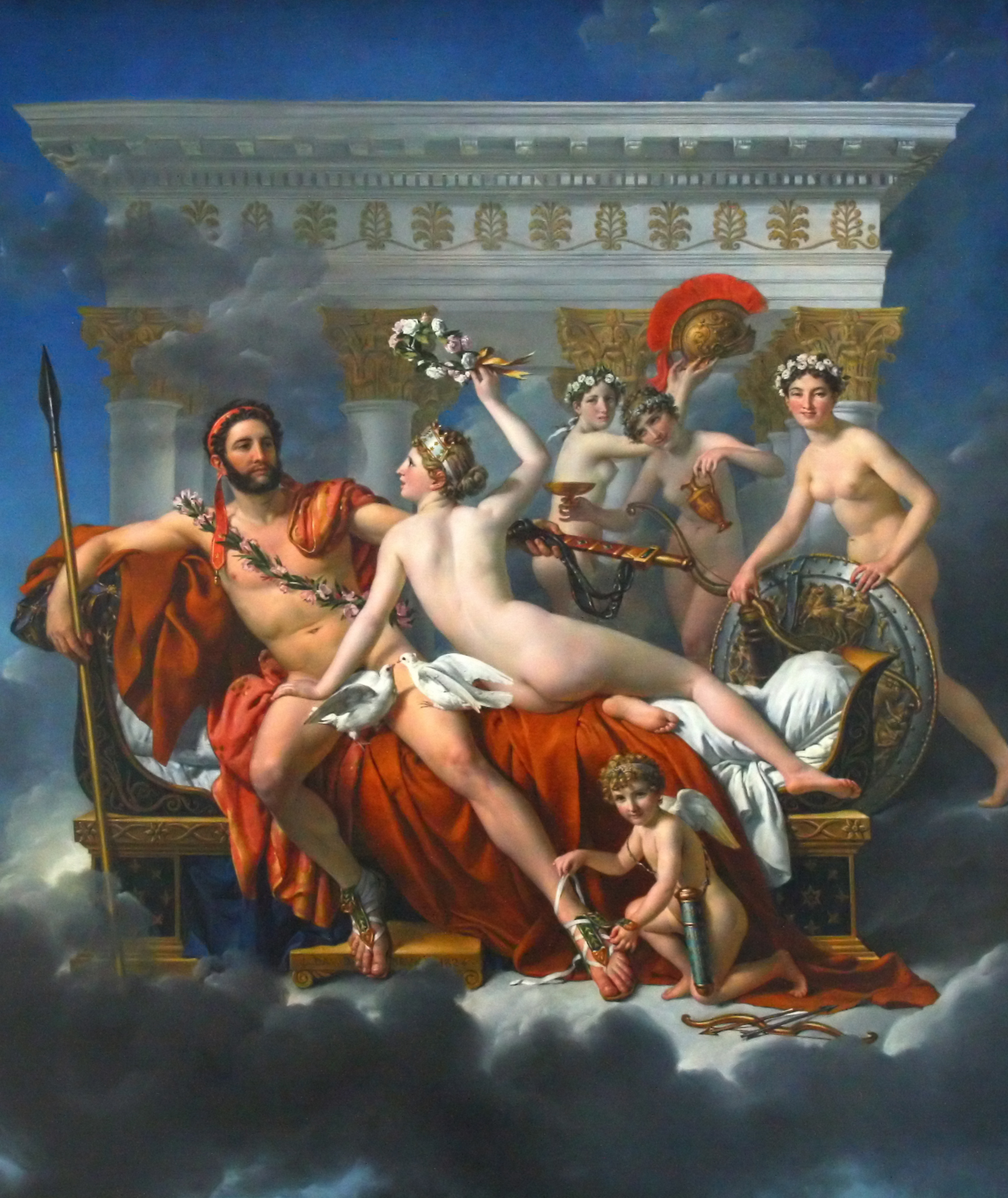
ジャック＝ルイ・ダヴィッド『ヴィーナスと三美神に武器を取り上げられるマールス』（1824年） ベルギー王立美術館所蔵
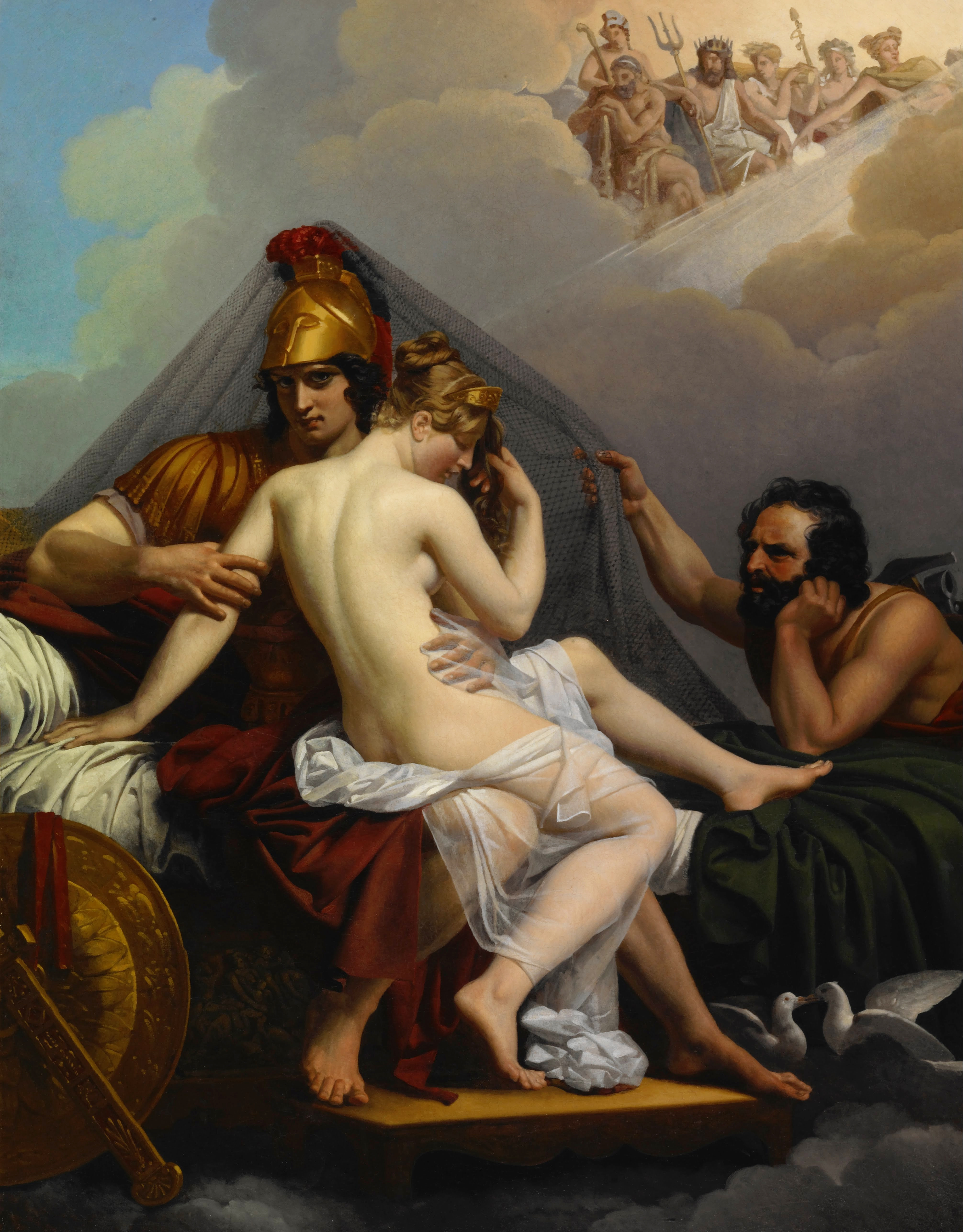
アレクサンドレ・シャルル・ギルモ『ウルカヌスに情事を発見されたヴィーナスとマールス』（1827年） インディアナポリス美術館所蔵
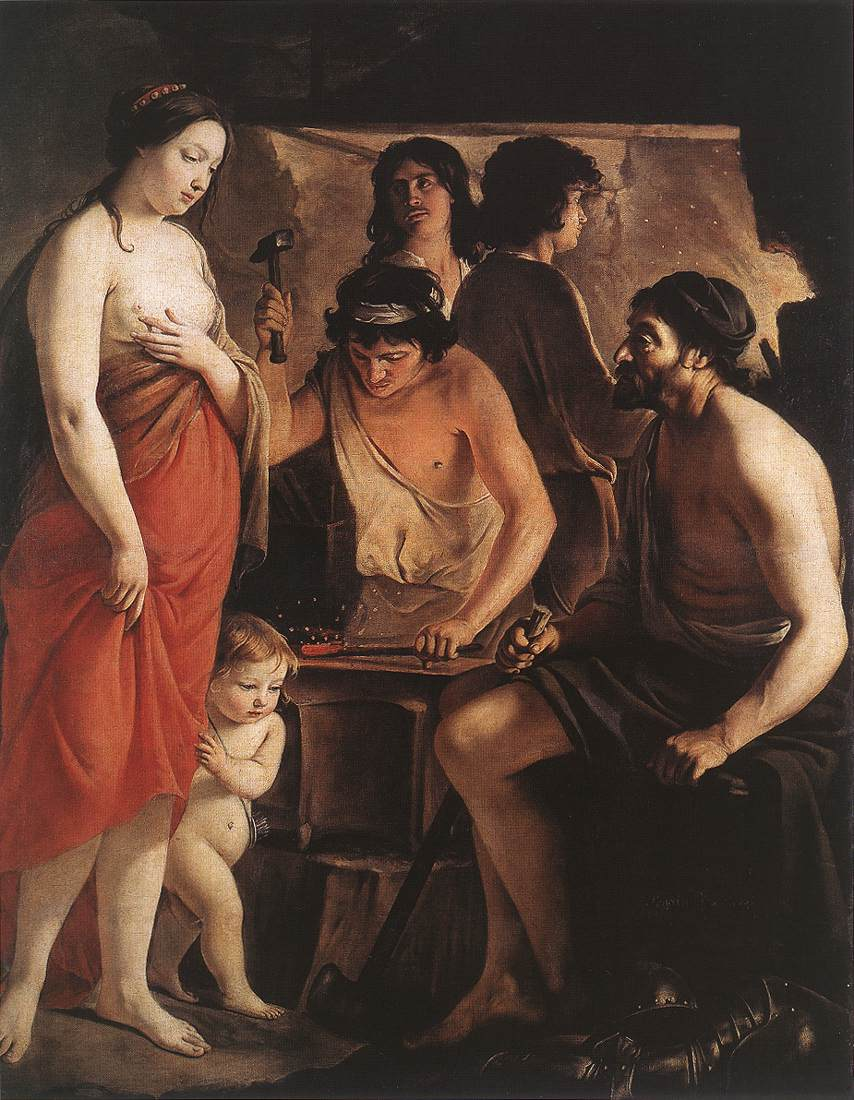
ル・ナン兄弟『鍛造場にあるヴィーナスとウルカヌス』（1641年） ランス美術館所蔵
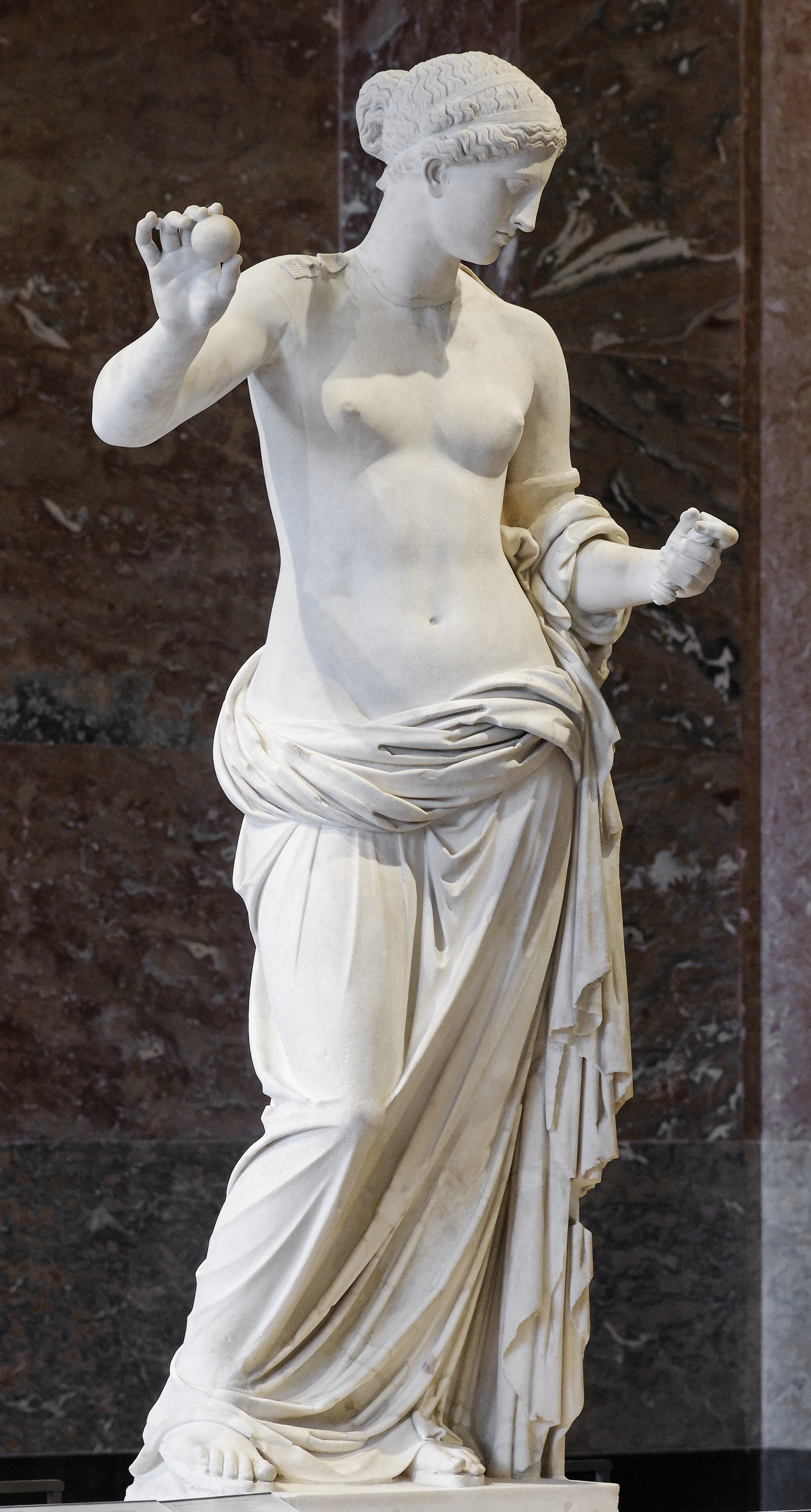
彫像『アルルのヴィーナス（英語版）』（紀元前1世紀末） ルーヴル美術館所蔵
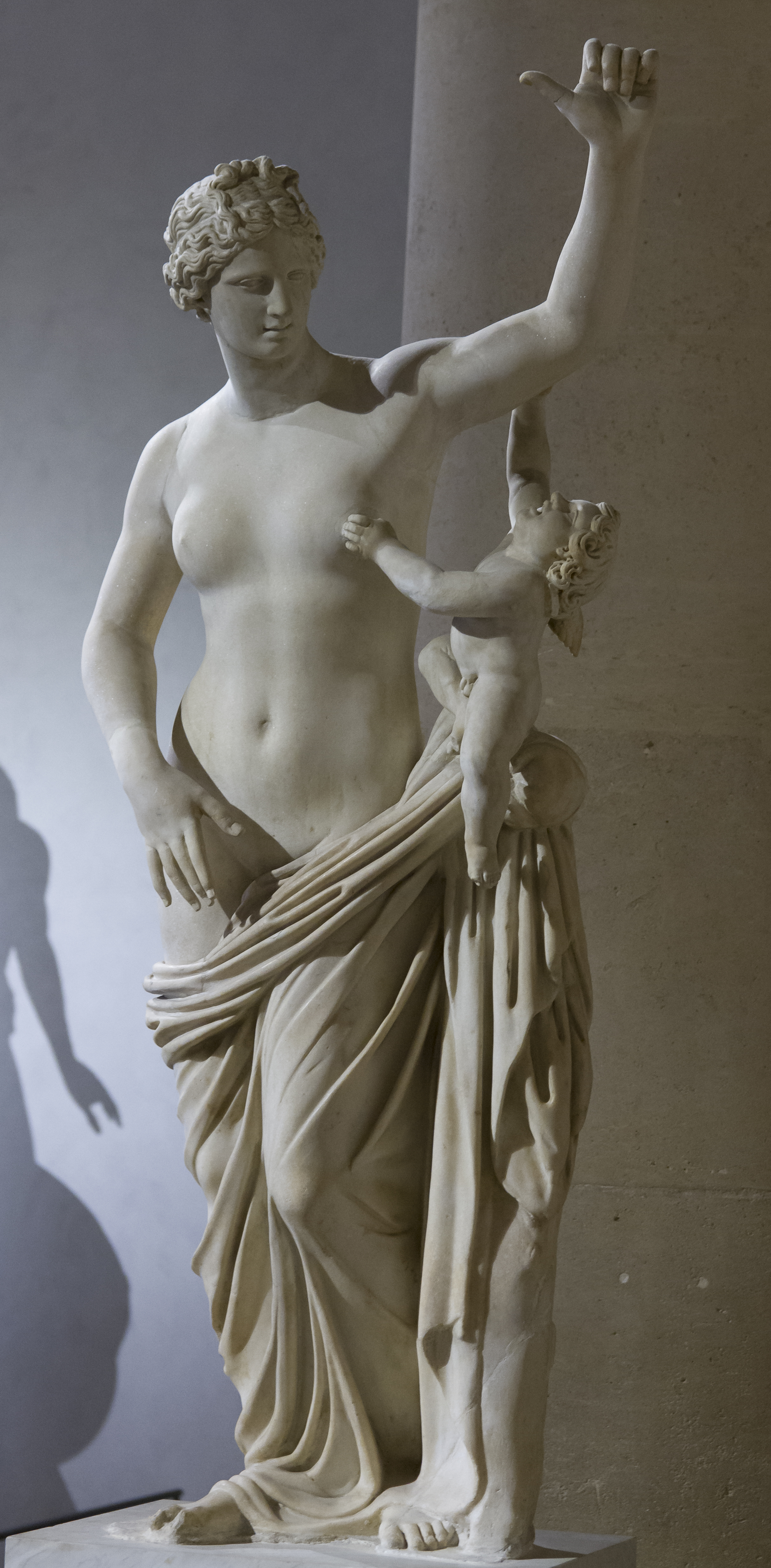
彫像『ヴィーナスとクピードー』 ルーヴル美術館所蔵
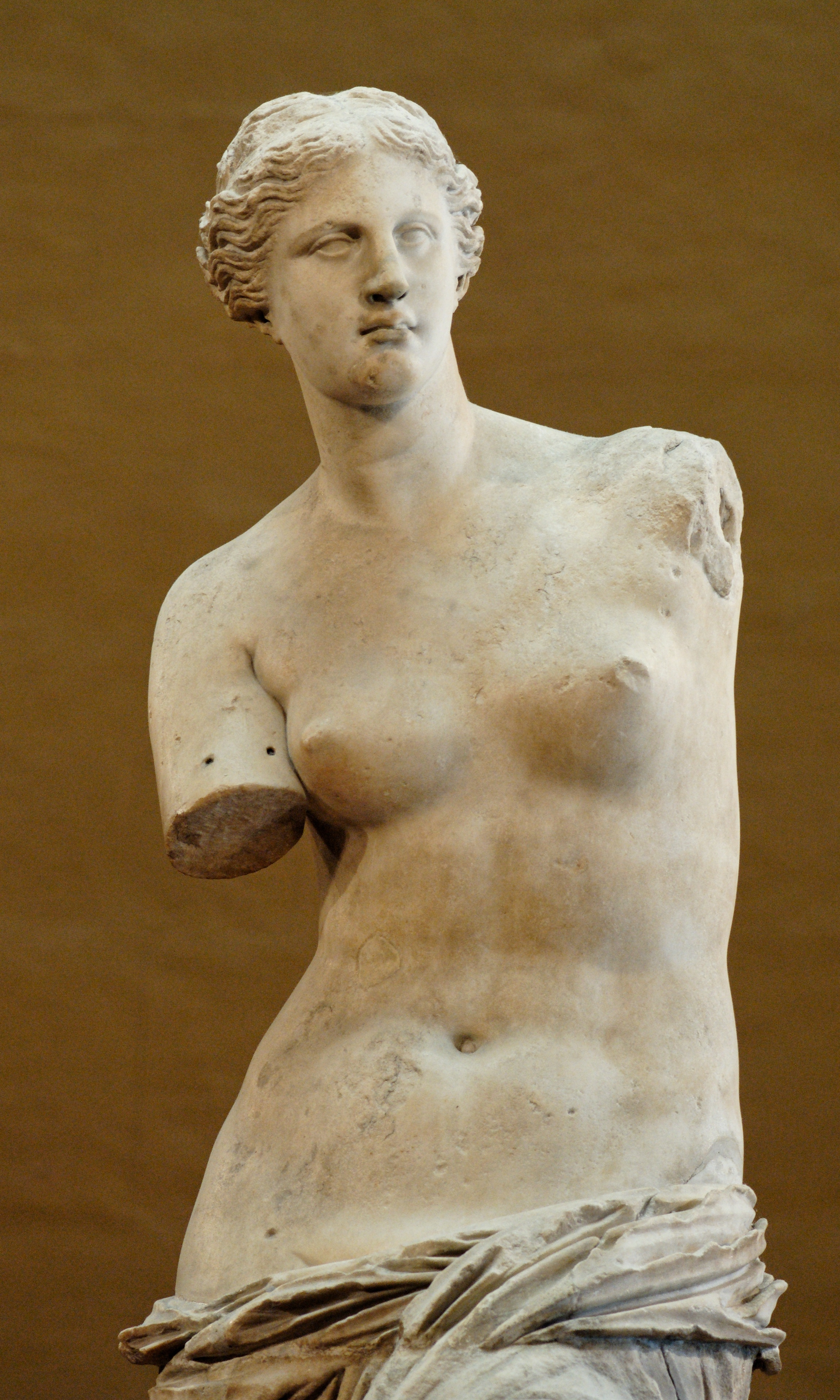
アンティオキアのアレクサンドロス『ミロのヴィーナス』 ルーヴル美術館所蔵
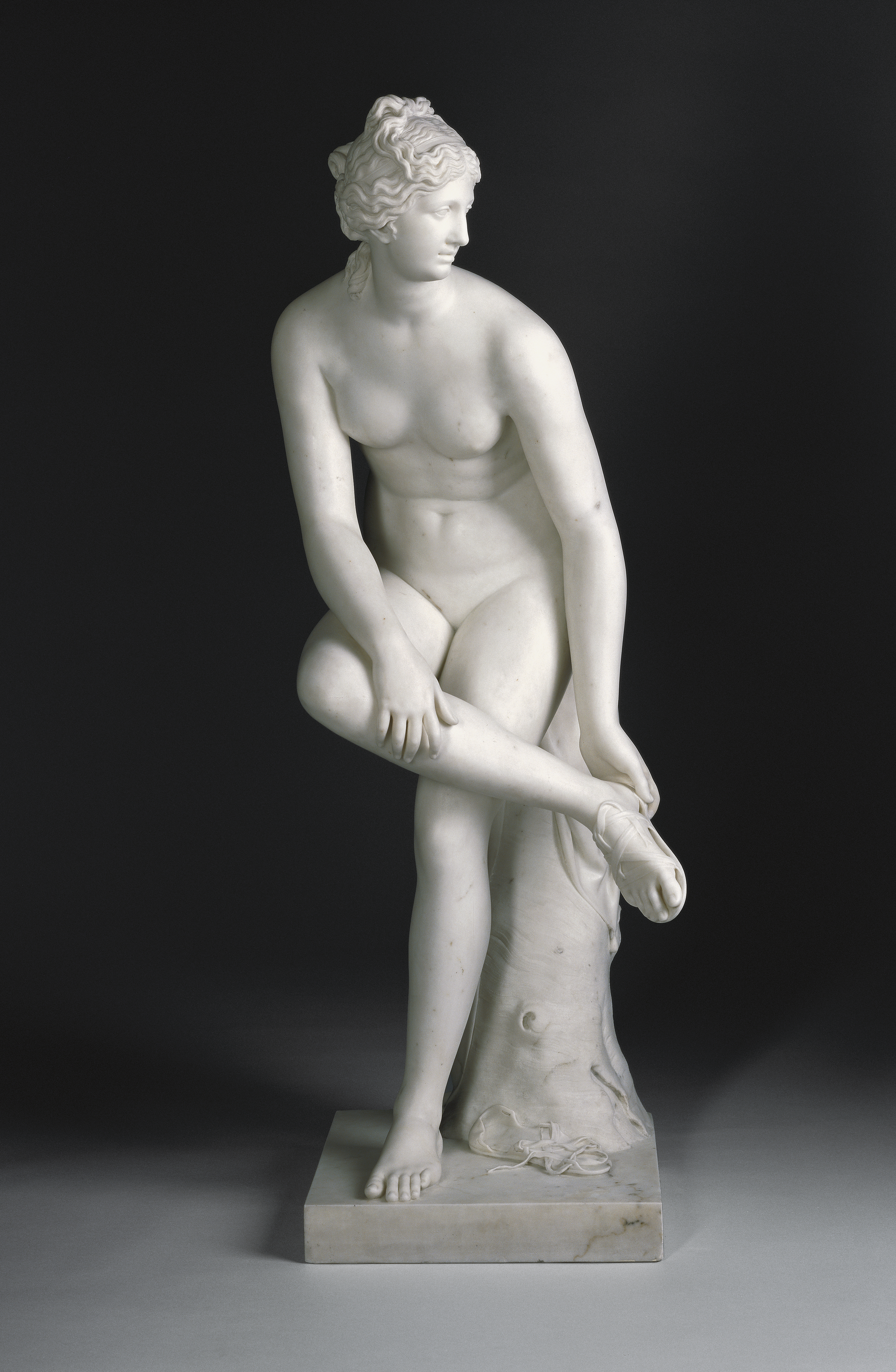
ジョセフ・ノルケンズ ヴィーナス像（1773年） ゲッティ・センター所蔵
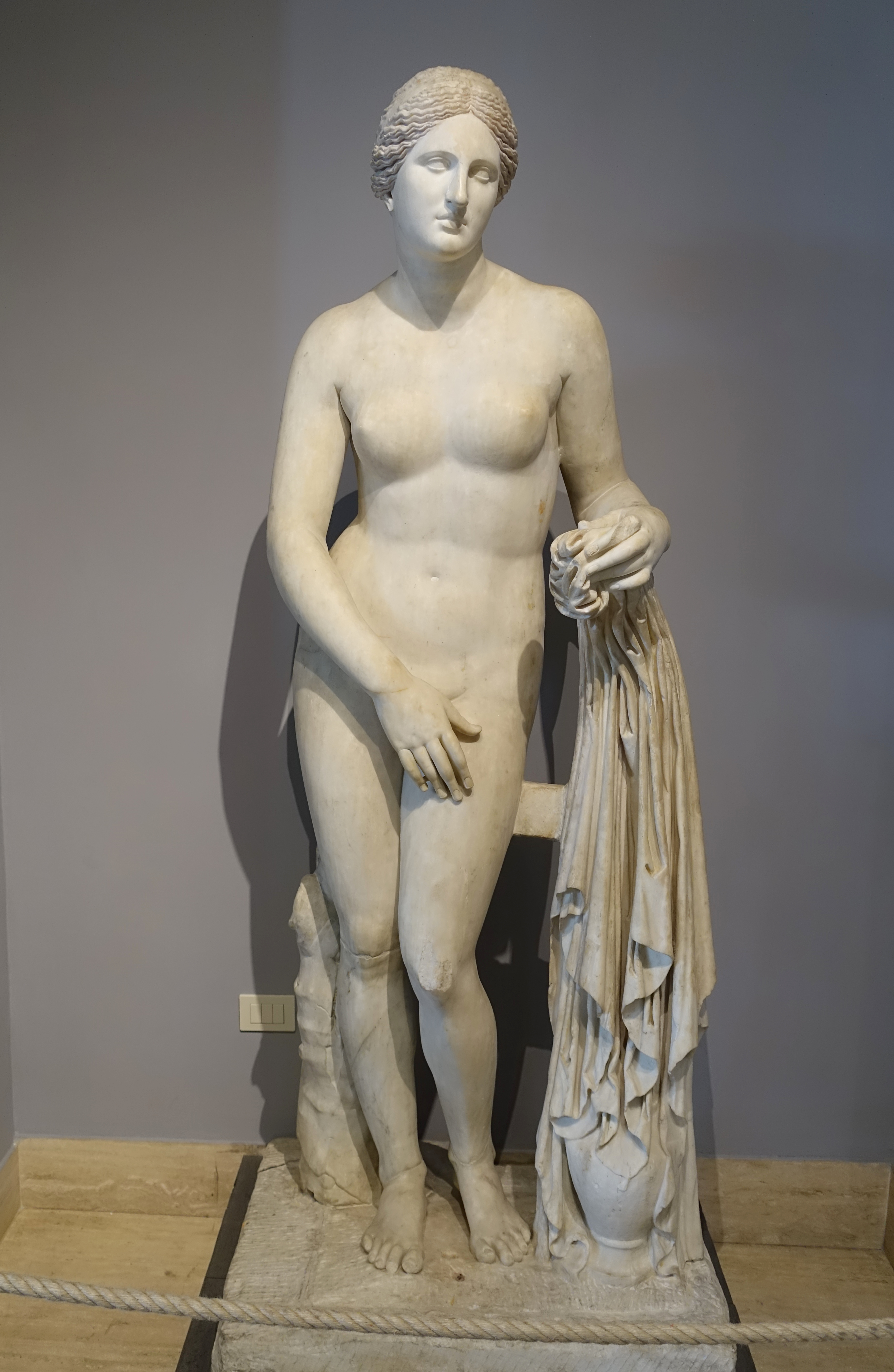
彫像『クニドスのアプロディーテー』（紀元前4世紀） バチカン美術館所蔵